# Kejawang
Kejawang is een bestuurslaag in het regentschap Kebumen van de provincie Midden-Java, Indonesië. Kejawang telt 2112 inwoners (volkstelling 2010).